# Manfred Marschall
Manfred Marschall (* 20. Dezember 1937 in München; † 8. Oktober 2004) war ein deutscher Politiker der SPD und von 1972 bis 1983 Mitglied des Deutschen Bundestages.

## Leben
Nach dem Besuch der Oberrealschule bis zur Mittleren Reife absolvierte Marschall von 1954 bis 1958 eine Ausbildung zum Chemielaboranten an der Schule für Chemieberufe in München. Im Anschluss daran erhielt er eine pharmazeutisch-technische Fachausbildung. Beruflich war er als technischer Angestellter bei der Hydro-Chemie GmbH, beim Bayerischen Geologischen Landesamt und bei der Isar-Rakoll Chemie GmbH in München tätig. Von 1965 bis 1968 studierte er an der Münchener Hochschule für Politische Wissenschaften. Während seines Studiums wirkte er als Redakteur bei der Zeitschrift direkt.
Marschall trat 1964 in die SPD ein. Er war von 1967 bis 1973 Vorsitzender des SPD-Kreisverbandes und von 1967 bis 1983 Vorstandsmitglied des SPD-Unterbezirkes München.
Bei der Bundestagswahl 1969 kandidierte Marschall erstmals zum Deutschen Bundestag, errang jedoch kein Mandat. Bei der Bundestagswahl 1972 gewann er das Direktmandat im Wahlkreis 208 (München-West) und bei den Bundestagswahlen 1976 und 1980 zog er jeweils über die Landesliste der SPD ins Parlament ein, dem er bis 1983 angehörte. In allen drei Wahlperioden war er Mitglied des Bundestagsausschusses für Jugend, Familie und Gesundheit.
Marschall war Mitglied der ÖTV, der Gesellschaft für Auslandskunde, der Deutsch-Englischen Gesellschaft und der Studiengesellschaft für Friedensforschung. Darüber hinaus war er 1974 Mitbegründer der Deutsch-Polnischen Gesellschaft München e.V., deren Vorstand er angehörte.